# 巴迪略
巴迪略（西班牙語：Vadillo），是西班牙卡斯蒂利亚-莱昂索里亚省的一个市镇。总面积14平方公里，2001年普查人口總數為140人，每平方公里人口密度為10人。